# Aisy-sous-Thil
Aisy-sous-Thil és un municipi francès, situat al departament de la Costa d'Or i a la regió de Borgonya - Franc Comtat. L'any 2007 tenia 212 habitants.

## Demografia

### Població
El 2007 la població de fet d'Aisy-sous-Thil era de 212 persones. Hi havia 92 famílies, de les quals 28 eren unipersonals (8 homes vivint sols i 20 dones vivint soles), 32 parelles sense fills, 28 parelles amb fills i 4 famílies monoparentals amb fills.
La població ha evolucionat segons el següent gràfic:
Habitants censats

### Habitatges
El 2007 hi havia 121 habitatges, 99 eren l'habitatge principal de la família, 20 eren segones residències i 2 estaven desocupats. 110 eren cases i 11 eren apartaments. Dels 99 habitatges principals, 74 estaven ocupats pels seus propietaris, 19 estaven llogats i ocupats pels llogaters i 6 estaven cedits a títol gratuït; 1 tenia una cambra, 5 en tenien dues, 15 en tenien tres, 32 en tenien quatre i 46 en tenien cinc o més. 71 habitatges disposaven pel capbaix d'una plaça de pàrquing. A 45 habitatges hi havia un automòbil i a 41 n'hi havia dos o més.

### Piràmide de població
La piràmide de població per edats i sexe el 2009 era:
| Homes | Edats   | Dones |
| ----- | ------- | ----- |
| 0     | 95 o +  | 0     |
| 0     | 90 a 94 | 0     |
| 0     | 85 a 89 | 4     |
| 4     | 80 a 84 | 0     |
| 4     | 75 a 79 | 4     |
| 4     | 70 a 74 | 4     |
| 8     | 65 a 69 | 8     |
| 8     | 60 a 64 | 8     |
| 8     | 55 a 59 | 8     |
| 8     | 50 a 54 | 20    |
| 4     | 45 a 49 | 8     |
| 8     | 40 a 44 | 0     |
| 12    | 35 a 39 | 16    |
| 16    | 30 a 34 | 12    |
| 0     | 25 a 29 | 4     |
| 12    | 20 a 24 | 8     |
| 0     | 15 a 19 | 16    |
| 8     | 10 a 14 | 4     |
| 4     | 5 a 9   | 4     |
| 8     | 0 a 4   | 8     |

## Economia
El 2007 la població en edat de treballar era de 136 persones, 101 eren actives i 35 eren inactives. De les 101 persones actives 96 estaven ocupades (51 homes i 45 dones) i 5 estaven aturades (5 dones i 5 dones). De les 35 persones inactives 17 estaven jubilades, 9 estaven estudiant i 9 estaven classificades com a «altres inactius».

### Ingressos
El 2009 a Aisy-sous-Thil hi havia 96 unitats fiscals que integraven 211,5 persones, la mediana anual d'ingressos fiscals per persona era de 18.936 €.

### Activitats econòmiques
Dels 3 establiments que hi havia el 2007, 2 eren d'empreses de construcció i 1 d'una empresa de comerç i reparació d'automòbils.
Els 2 serveis als particulars que hi havia el 2009 eren lampisteries.
L'any 2000 a Aisy-sous-Thil hi havia 10 explotacions agrícoles que ocupaven un total de 405 hectàrees.

## Poblacions més properes
El següent diagrama mostra les poblacions més properes.